# روكو كوين
روكو كوين (بالإنجليزية: Rocco Quinn)‏ (7 سبتمبر 1986 في المملكة المتحدة - ) هو لاعب كرة قدم بريطاني في مركز الوسط. شارك مع منتخب اسكتلندا تحت 21 سنة لكرة القدم. أما مع النوادي، فقد لعب مع سانت جونستون وكوين أوف ساوث ونادي روس كاونتي ونادي سانت ميرين ونادي سلتيك ونادي كيلمارنوك وهاميلتون أكاديميكال ونادي ليفينغستون لكرة القدم.

## وصلات خارجية
- روكو كوين على موقع قاعدة بيانات كرة القدم.إي يو (الإنجليزية)
- روكو كوين على موقع Soccerbase.com (لاعب) (الإنجليزية)
- روكو كوين على موقع عالم كرة القدم.نت (الإنجليزية)